# Maria Maio
Maria Maio, född 17 maj 1993 i Portugal, är en volleybollspelare (högerspiker). Hon spelar i Portugals landslag och deltog med dem i  EM 2019.
På klubbnivå har hon spelat för Sporting Lissabon (2019-), CF Os Belenenses (2012-2019) och Leixões SC. Hon är också tränare för laget AD Marista